# Premi Sant Miquel d'Engolasters
El Premi Sant Miquel d'Engolasters és un premi d'assaig literari atorgat annualment pel Cercle de les Arts i de les Lletres de les Valls d'Andorra. El premi va ser dotat per Joan Escaler i Calva, i a més d'una dotació en metàl·lic, preveu la publicació per Pagès Editors.

## Premiats
- 1986: Ferran Palau i Martí, Bretanya
- 1994: Ferran Palau i Martí, Alsàcia
- 1995: Caterina Guerrero, Casa Margarit. Narració biogràfica
- 1997: Narcís Garolera i Carbonell
- 2001: Antoni Morell i Mora, Andorranes i Andorrans
- 2007: Jordi Julià, Dietari de lectures. Literatura i postmodernitat (2005-2007)[2]
- 2010: Pere Ballart La veu cantant
- 2011: Jordi Marrugat i Domènech, Escriure la vida i la mort. Funció i sentit de l'alquímia poètica en el món actual
- 2013: Francesc Navarro Martinez, Apunts sobre la llengua catalana a la Restauració [3]
- 2014: Josep Maria Sala-Valldaura, La poesia catalana i el silenci: tot dient el que calla[4]
- 2015: Xavier Marzal Domènech, NATURA és l'hexagrama del sagrat[5]
- 2016: Josep Francesc Delgado Mercader, Michael Ende: Antroposofia cosmogònica[6]
- 2017: Raimon Díaz, Sobrepassar els límits / desafiar la gravetat / com va néixer el Mirador del Roc de Quer[7]
- 2018: Carlos Sánchez: Èpica i història, l'Andorra d'Isabelle Sandy
- 2019: Raimon Quintana i Miró: L'Estranger[8]